# Apostolisches Exarchat Deutschland und Skandinavien
Das Apostolische Exarchat Deutschland und Skandinavien (lat.: Exarchatus Apostolicus Germaniae et Scandiae) ist ein in Deutschland, Dänemark, Norwegen, Finnland, Schweden gelegenes Apostolisches Exarchat der Ukrainischen griechisch-katholischen Kirche mit Sitz in München.

## Geschichte
1927 richtete Andrej Scheptyzkyj, der Metropolit von Halyc und Erzbischof von Lemberg, in Berlin ein Seelsorgedekanat für katholische Ukrainer ein. Der erste Seelsorger dieses Dekanats war Petro Werhun, der 1940 zum Apostolischen Visitator und Administrator der katholischen Ukrainer des byzantinischen Ritus in Deutschland ernannt wurde. 1945 wurde er von den Sowjets verhaftet und in die UdSSR deportiert, wo er 1957 starb.
1947 ordnete Papst Pius XII. die seelsorgliche Betreuung der im Ausland lebenden katholischen Ukrainer neu. Dabei übernahm der damalige Apostolische Visitator in Westeuropa, Erzbischof Iwan Buczko, auch die Leitung der Seelsorge für die in Deutschland lebenden katholischen Ukrainer des byzantinischen Ritus.
Am 17. April 1959 errichtete Papst Johannes XXIII. die Apostolische Exarchie für die katholischen Ukrainer des byzantinischen Ritus in Deutschland. Erster Apostolischer Exarch wurde Platon Kornyljak, der am 7. Juli desselben Jahres die Bischofsweihe erhielt. Er leitete die Exarchie bis zu seiner Emeritierung 1996.
Die Jurisdiktion des Apostolischen Exarchen erstreckte sich zunächst nur auf das Territorium der Bundesrepublik Deutschland, 1984 wurde sie auf das der Länder Skandinaviens ausgeweitet.

## Organisation
Die Jurisdiktionsgewalt des Apostolischen Exarchen ist sowohl territorial als auch personal: Ihm unterstehen alle ukrainischen griechisch-katholischen Priester und Laien in Deutschland und den Staaten Skandinaviens. Der Apostolische Exarch ist Mitglied der Deutschen Bischofskonferenz. Sein Sitz ist München. Die Kathedrale der Exarchie ist die Kirche Maria Schutz und St. Andreas in München.
In Deutschland ist die Exarchie in vier Dekanate mit 52 Seelsorgestellen unterteilt, von denen jeweils mehrere räumlich in der Nähe liegende zu einer Pfarrei zusammengefasst sind. In Schweden sind es sieben Seelsorgestellen, in Dänemark eine. Zur Exarchie gehören auch fünf Nonnenklöster des byzantinischen Ritus.
Die Exarchie unterhält verschiedene karitative und wissenschaftliche Einrichtungen sowie die Zeitung „Christliche Stimme“.

## Apostolische Exarchen
- Platon Kornyljak (1959–1996)
- Petro Kryk (2001–2021)
- Bohdan Dsjurach (seit 2021)

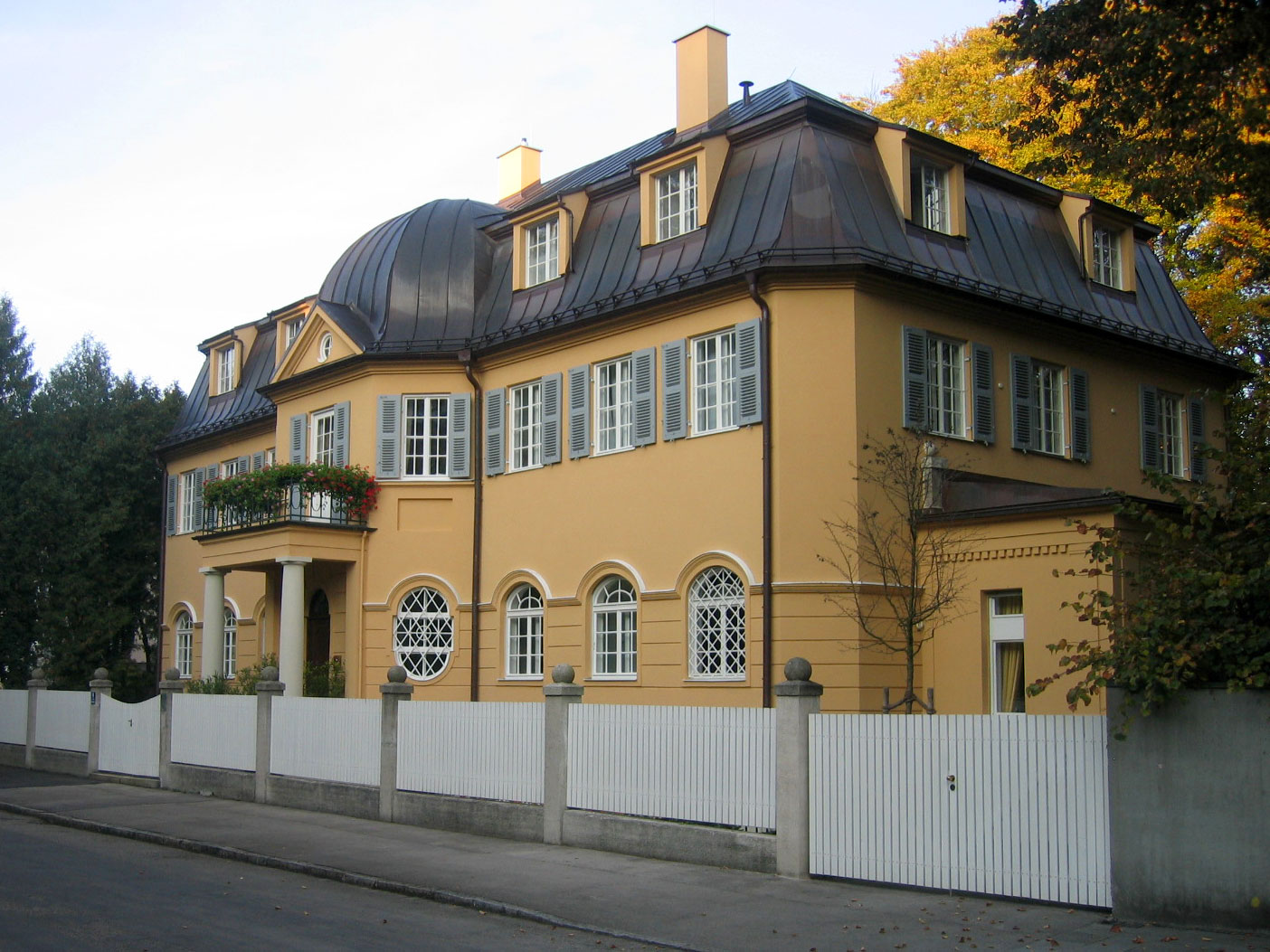
Sitz des Apostolischen Exarchen in München
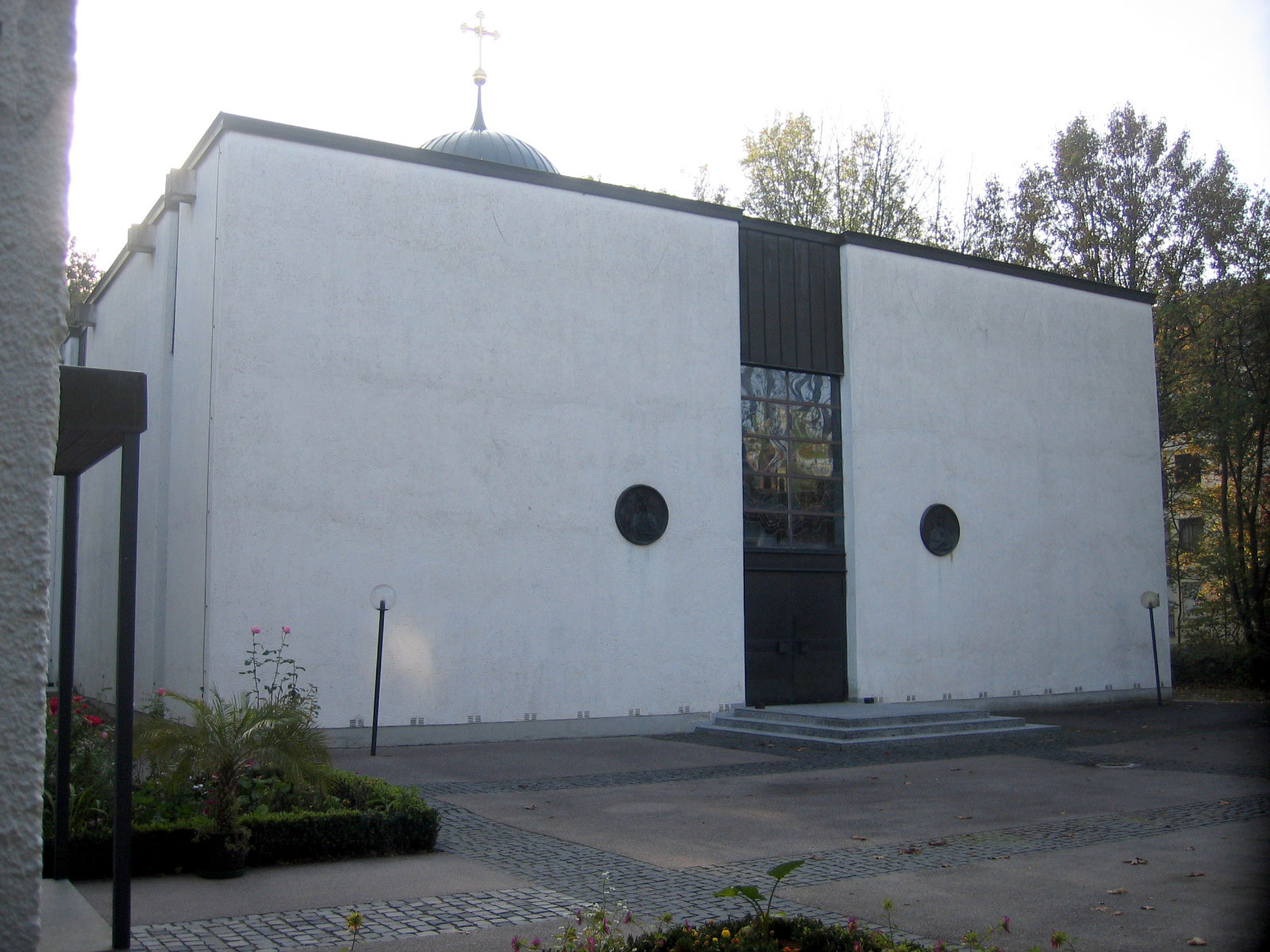
Kathedrale Maria Schutz und St. Andreas
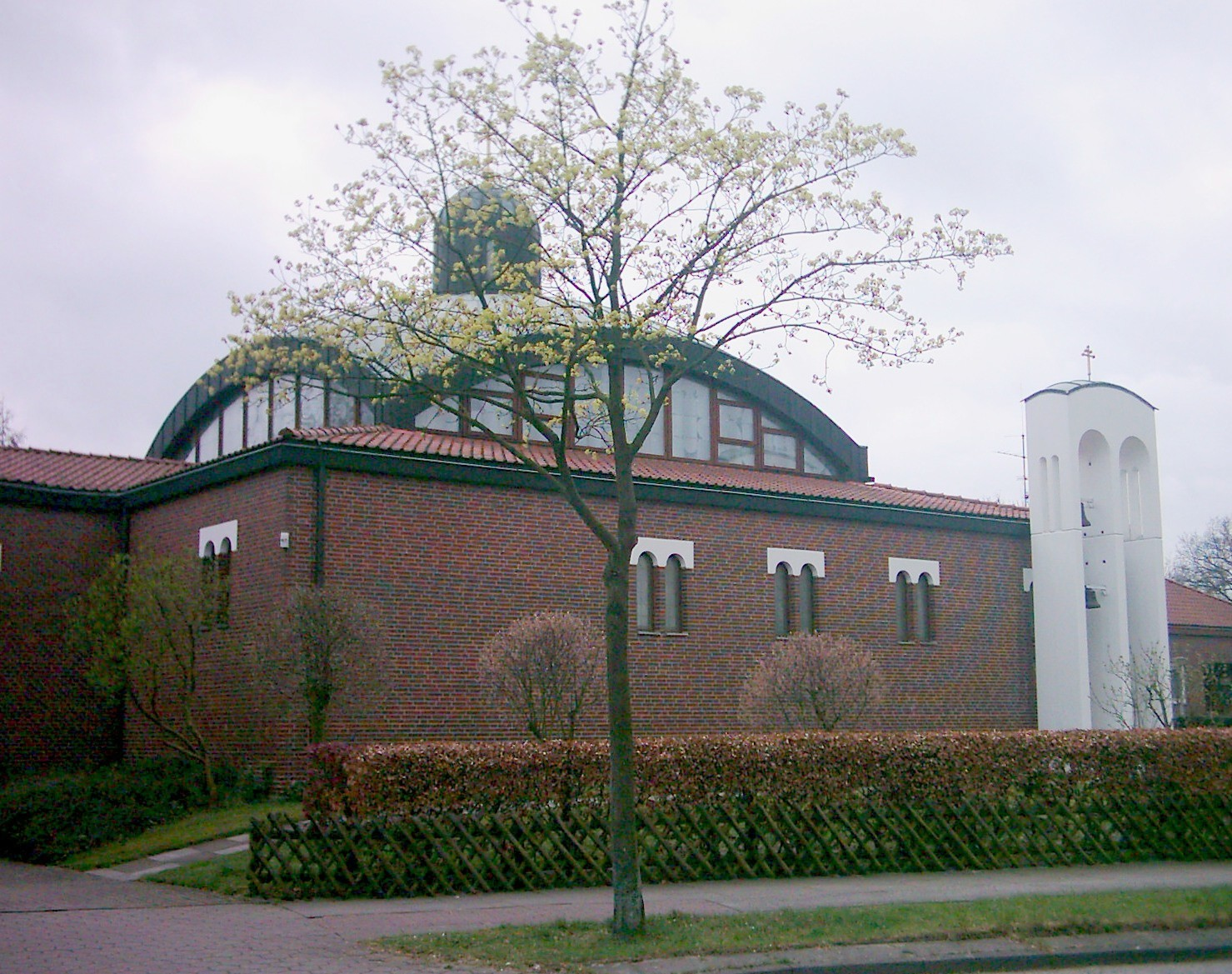
Allerheiligenkirche in Hamburg-Neuwiedenthal
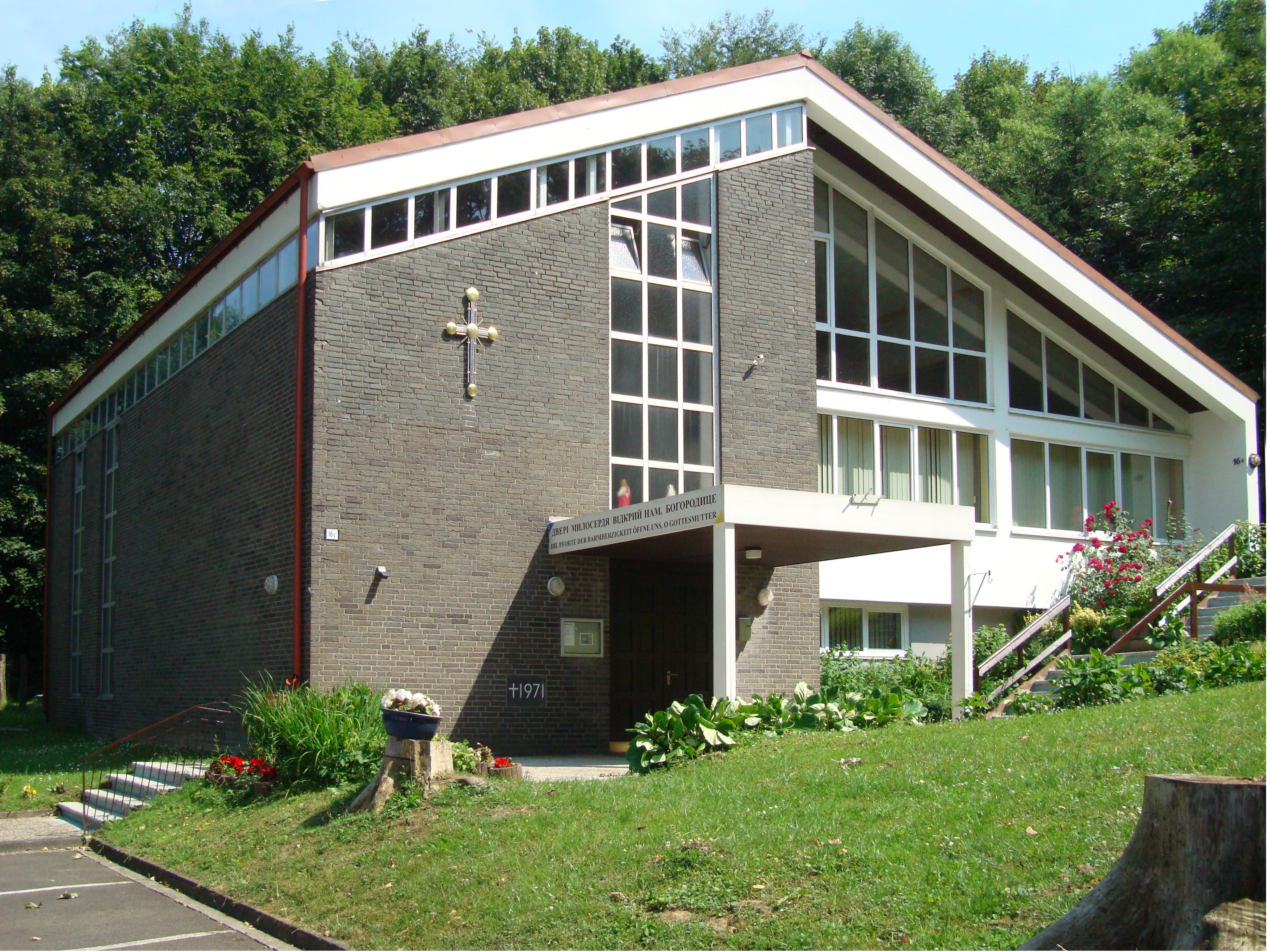
Ukrainische griechisch-katholische Kirche in Bielefeld

## Statistik
| Jahr | Bevölkerung | Bevölkerung | Bevölkerung | Priester   | Priester           | Priester        | Priester               | Ständige Diakone | Ordensleute | Ordensleute | Pfarreien |
| Jahr | Katholiken  | Einwohner   | %           | Gesamtzahl | Diözesan- priester | Ordens-priester | Katholiken je Priester | Ständige Diakone | männlich    | weiblich    | Pfarreien |
| ---- | ----------- | ----------- | ----------- | ---------- | ------------------ | --------------- | ---------------------- | ---------------- | ----------- | ----------- | --------- |
| 1969 | 32.000      | ?           | ?           | 23         | 23                 |                 | 1.391                  |                  |             | 13          | 19        |
| 1980 | 28.960      | ?           | ?           | 24         | 21                 | 03              | 1.206                  | 2                | 05          | 15          | 20        |
| 1990 | 26.541      | ?           | ?           | 33         | 28                 | 05              | 0.804                  | 1                | 05          | 17          | 25        |
| 1999 | 38.000      | ?           | ?           | 25         | 21                 | 04              | 1.520                  | 3                | 04          | 18          | 19        |
| 2000 | 43.000      | ?           | ?           | 24         | 19                 | 05              | 1.791                  | 3                | 05          | 15          | 19        |
| 2001 | 40.000      | ?           | ?           | 23         | 19                 | 04              | 1.739                  | 3                | 04          | 18          | 19        |
| 2002 | 63.000      | ?           | ?           | 21         | 16                 | 05              | 3.000                  | 2                | 05          | 18          | 21        |
| 2003 | 65.200      | ?           | ?           | 27         | 25                 | 02              | 2.414                  |                  | 02          | 18          | 22        |
| 2004 | 80.000      | ?           | ?           | 30         | 28                 | 02              | 2.667                  | 2                | 02          | 18          | 21        |
| 2009 | 30.320      | ?           | ?           | 34         | 24                 | 10              | 0.891                  | 1                | 20          |             | 19        |
| 2013 | 40.700      | ?           | ?           | 24         | 24                 |                 | 1.695                  | 1                | 08          |             | 16        |
| 2016 | 49.500      | ?           | ?           | 27         | 27                 |                 | 1.833                  | 1                | 08          |             | 14        |
| 2019 | 70.000      | ?           | ?           | 26         | 26                 |                 | 2.692                  |                  | 06          |             | 17        |
| 2021 | 77.000      | ?           | ?           | 26         | 26                 |                 | 2.961                  |                  | 05          |             | 65        |
| 2023 | 150.0000    | ?           | ?           | 26         | 26                 |                 | 5.769                  | 2                |             | 06          | 65        |